# Fredrik Leopold av Preussen
Fredrik Leopold av Preussen, född 16 november 1865 i Potsdam, död 13 september 1931, var son till Fredrik Karl av Preussen (1828-1885) och Maria Anna av Anhalt-Dessau (1837-1906).

## Biografi

### Familj
Fredrik Leopold föddes i Potsdam som en mycket efterlängtad son till prins Fredrik Karl av Preussen. Han gifte sig i Berlin 24 juni 1889 med Luise av Schleswig-Holstein-Sonderburg-Augustenburg (1866-1952), yngre syster till kejsarinnan Auguste Viktoria av Schleswig-Holstein-Sonderburg-Augustenburg och därmed svägerska till Fredrik Leopolds syssling kejsar Vilhelm II av Tyskland.
Familjen residerade mestadels på Jagdschloss Glienicke vid Klein Glienicke strax utanför Potsdam.

### Prins av Preussen
Prins Fredrik Leopold gällde i samtiden som huset Hohenzollerns svarta får. Han utmärkte sig i offentligheten genom sina bisarra faux pas, sina enorma utgifter och otaliga kostsamma rättsprocesser som han med ständigt nya juridiska ombud drev, så gott som alltid utan framgång. De motsättningar inom huset Hohenzollern som detta orsakade föranledde släktingen kejsar Vilhelm II av Tyskland att besluta om en hemlig utredning av prinsparets privatliv och verksamhet, genomförd av Gustav Steinhauer som tidigare ingått i kejsarens personskydd och kände kejsaren personligen. Som följd kom prinsparet att i hög grad utestängas från sällskapslivet och deras söner kom från tio års ålder att placeras på kadettskolor. Trots Fredrik Leopolds snabba militära karriär, som var bruklig bland prinsar av Preussen, kom hans generalstitlar att få en ceremoniell funktion. Under första världskriget förblev han på sitt slott i Klein Glienicke, utan att någonsin under kriget föra aktivt befäl eller göra offentliga framträdanden. 

### Militär karriär
Fredrik Leopold blev 1875 kadett, 1885 löjtnant (Oberleutnant), 1888 kapten (Rittmeister), 1890 major och 1893 överste. Redan samma år befordrades han till generalmajor, och fick befälet över Regiment Garde du Corps, ett kyrassiärregemente som hörde till 1. Garde-Kavallerie-Brigade. 1898 blev han generallöjtnant och chef för Kavallerieinspektion Potsdam. 1902 kavallerigeneral. Tjänstgjorde under rysk-japanska kriget (1904–1905) som rådgivare i det ryska högkvarteret. 1907 blev han generalinspektör för armen, och 1910 generalöverste.

### Efter novemberrevolutionen
När novemberrevolutionen bröt ut såg Fredrik Leopold att monarkins dagar var räknade, och att detta även betydde slutet för kejsarens förmyndarskap för honom, i Vilhelm II:s egenskap av huvudman för det kejserliga huset. Han kom därför att plötsligt bli en fri vanlig medborgare, vilket han eftersträvat. Fullt i stil med det excentriska liv han fört på Glienickes jaktslott lät han den 10 november hissa den röda fanan över slottet, vilket väckte uppståndelse i hela Tyskland. Ätten Hohenzollern hade försökt att få Fredrik Leopold låta undersöka sin mentala hälsa och inledde också en juridisk process för att få honom omyndigförklarad, utan framgång. Nu kom Fredrik Leopold istället att bli den förste Hohenzollern att frigöra sig från släktens band och avstod från sitt årliga apanage, så snart Weimarrepublikens lagstiftning rörande omvandling av adelns titlar och privilegier under den nya republikanska konstitutionen trätt i kraft 1920. Han hade redan 1919 flyttat till Lugano i Schweiz, där hans son Fredrik Leopold redan bodde, och där han fortsatte att driva sina processer och sålde av delar av sin farfars värdefulla konstsamling. Hans egendomar i Tyskland hade upplösts 1919. När fristaten Preussen 1921 åter försökte få Fredrik Leopold omyndigförklarad, misslyckades detta då nyckelvittnen från den process som Vilhelm II drivit under tiden hunnit avlida. Fredrik Leopolds egendom Krojanke blev 1924 viktigt prejudikatsfall i Weimarrepubliken, då Reichsgericht erkände Fredrik Leopolds tidigare andel i släkten Hohenzollerns fideikommiss som hans privategendom, vilket öppnade upp för fler processer och skadeståndsanspråk från de adelsmän som fått egendom konfiskerad.
I samband med att Fredrik Leopold förhandlade om att hyra ut Glienickes jaktslott till en hotellverksamhet avled han 1931 i Krojanke. Då hans äldsta söner avlidit före honom och den yngste gjorts arvlös, ärvdes hans egendom av det då minderåriga barnbarnet Fredrik Karl av Preussen.
Prins Fredrik Leopold var den siste beskyddaren av den preussiska Frimurarorden av huset Hohenzollern. Han upptogs 1889 i logen "Friedrich Wilhelm zur Morgenröte" och blev 1894 beskyddare för alla tre storloger i Preussen. Från 1895 var han dessutom Frimurarordens ordensmästare. Redan 1893 hade han även slagits till riddare av den svenska Karl XIII:s orden som endast tilldelas frimurare. I och med novemberrevolutionen upphörde hans funktion som beskyddare.
I Wannsee nära Klein Glienicke ligger Griebnitzkanalen som ursprungligen kallades Prinz-Friedrich-Leopold-Kanal. I Nikolassee i närheten finns en efter honom uppkallad gata, Prinz-Friedrich-Leopold-Straße.

### Barn
1. Viktoria Margarete av Preussen (1890-1923), gift med Henrik XXXIII av Reuss (skilda 1922)
2. Fredrik Sigismund av Preussen (1891-1927), omkom i ridolycka, gift med Marie Louise av Schaumburg-Lippe
3. Fredrik Karl av Preussen (1893-1917), omkom i 1:a världskriget.
4. Fredrik Leopold av Preussen (1895-1959), ogift.

## Utmärkelser
- Riddare med kedja av Serafimerorden, 4 september 1893.[5]